# 岩手蛍
岩手 蛍（いわて けい、1984年 -）は、日本の女装家タレントである。
岩手県八幡平市出身。
東京都八王子市にある株式会社ZET-ON所属。
血液型はA型。性別は男性。本名は非公開。
これまで女装家として、ホステス、アパレルモデル、トークショー、レースクイーン、イベントMC、ローカルテレビ出演、コラムニスト、美容講師などを経験。

## 人物
岩手県八幡平市生まれ。
岩手県盛岡市でスカウトをされ、岩手県で初めての女性に混じった女装ホステスとなった。これが話題となりテレビでの活動もするようになった。
2014年1月から女装活動を開始し、イベント司会や飲食店のキャラクターを務め2015年5月からタイと岩手県の交流の為、タイのリゾート地パタヤで試験的に活動を開始し、日本での活動を中心にしながら、女装というジャンルが一般的には存在していないタイでも女装というジャンルを認めてもらうために動いて行く方針。
2015年7月にパタヤのウォーキングストリートに訪れ、自分自身を知ってもらおうと考え、ナース服でパフォーマンスを行う（日本人男性としては初）。
様々な活動を経た後、2016年9月に東京都八王子市の株式会社ZET-ONと所属契約を行う。
2018年2月に日本武道館で開催された第12回東京ボーイズコレクションへ出演。
趣味はバイク、硬式テニス、ドラム演奏。

## 来歴
2014年から活動を開始。
2016年9月、株式会社ZET-ONと所属契約を行う。。。

## 出演

### テレビ
- はちきゅん（2015年3月7日、岩手めんこいテレビ　ゲスト出演）
- 絶品！味噌ラーメンの秘密ここがミソ！（2016年3月26日、IBC岩手放送　出演）